# Corynocarpus
Corynocarpus is een geslacht uit de familie Corynocarpaceae. De soorten komen voor in het Pacifisch gebied, van Nieuw-Guinea tot in Vanuatu en Nieuw-Zeeland.

## Soorten
- Corynocarpus cribbianus (F.M.Bailey) L.S.Sm.
- Corynocarpus dissimilis Hemsl.
- Corynocarpus laevigatus J.R.Forst. & G.Forst.
- Corynocarpus rupestris Guymer
- Corynocarpus similis Hemsl.